# 陈惠仁
陈惠仁（1954年—），辽宁西丰人，汉族，中华人民共和国政治人物、第十一届全国人民代表大会辽宁地区代表。
毕业于东北工学院研究生院机械制造专业，是中共党员。担任中国机床工具工业协会常务副理事长兼秘书长。2008年起担任全国人大代表。